# Cimetière de Forest Hill (Utica)
Pour les articles homonymes, voir Cimetière de Forest Hill.
Le cimetière de Forest Hill est situé à Utica dans l'État de New York.
Fondé en 1848, il a été dessiné par l'architecte paysagiste Almerin Hotchkiss, qui a également conçu le cimetière de Green-Wood à New York et le cimetière Bellefontaine de Saint-Louis. La « pierre sacrée » de la nation iroquoise des Onneiouts (en anglais les Oneidas) est déposée dans l'enceinte du cimetière à l'ouverture de celui-ci en 1850,.
Plusieurs personnalités américaines sont enterrées au cimetière de Forest Hill, dont : 
- Roscoe Conkling (1829 – 1888), sénateur de l'État de New York ;
- Harold Frederic (1856 – 1898), journaliste et romancier américain ;
- James Hewett Ledlie (en) (1832 – 1882), général de l'armée de l'Union durant la guerre de Sécession ;
- Horatio Seymour (1810 – 1886), gouverneur de l'État de New York ;
- James Sherman (1855 – 1912), le 27e vice-président des États-Unis sous le mandat de William Howard Taft.